# Qualificazioni alla CONCACAF Gold Cup 2002
Sono elencate di seguito le date e i risultati per le qualificazioni al CONCACAF Gold Cup 2002.

## Formula
38 membri CONCACAF: 12 posti disponibili per la fase finale. Stati Uniti (come paese ospitante), Canada (come detentore del titolo), Ecuador (in qualità di ospite della manifestazione, affiliata alla CONMEBOL) e Corea del Sud (in qualità di ospite della manifestazione, affiliata all'AFC) sono qualificati direttamente alla fase finale. Rimangono 36 squadre per otto posti disponibili per la fase finale. Le squadre e i posti disponibili sono suddivisi in tre zone di qualificazione ed un playoff interzona: Nord America (1 posto), Centro America (3 posti), Caraibi (3 posti), Playoff interzona (1 posti).
- Zona Nord America: una squadra, accede di diritto alla fase finale.
- Zona Centro America: sette squadre, partecipano alla Coppa delle nazioni UNCAF 2001, le prime tre classificate si qualificano alla fase finale, la quarta classificata accede al playoff interzona.
- Zona Caraibi: 28 squadre, partecipano alla Coppa dei Caraibi 2001, le prime tre classificate si qualificano alla fase finale, la quarta classificata accede al playoff interzona.
- Playoff interzona: due squadre, giocano partite di andata e ritorno, la vincente si qualifica alla fase finale.

## Zona Nord America
Messico si qualifica di diritto alla fase finale.

## Zona Centro America
La Coppa delle nazioni UNCAF 2001 mette in palio la qualificazione al torneo: Guatemala (prima classificata), Costa Rica (seconda classificata) e El Salvador (terza classificata) si qualificano alla fase finale, Panama (quarta classificata) accede al playoff interzona.

## Zona Caraibi
La Coppa dei Caraibi 2001 mette in palio la qualificazione al torneo: Trinidad e Tobago (prima classificata), Haiti (seconda classificata) e Martinica (terza classificata) si qualificano alla fase finale, Cuba accede al playoff interzona.

## Playoff interzona
| 29 luglio 2001 | Panama | 0 – 0 | Cuba | (10.000 spett.) |

| 5 agosto 2001                               | Cuba      | 1 – 0 | Panama | (6.000 spett.) |
| \| \| \| \| \| Prado 79’ \| Marcatori \| \| |           |       |        |                |
|                                             |           |       |        |                |
| Prado 79’                                   | Marcatori |       |        |                |

Cuba si qualifica alla CONCACAF Gold Cup 2002.